# Михновец, Александр Владимирович
Александр Владимирович Михновец (24 ноября 1982) — белорусский футболист, опорный полузащитник.

## Биография
Начал заниматься футболом в Солигорске у тренера Николая Юрьевича Переяслова, затем в минском РУОР у Юрия Антоновича Пышника. С 1999 года играл во второй лиге за старшую команду РУОР и за команду «Академия-Славия».
В 2002 году перешёл в «Локомотив» (Минск), в том же сезоне клуб заслужил повышение в классе, заняв третье место в первой лиге. Финалист Кубка Беларуси 2002/03, в финальном матче вышел на замену. Свои первые матчи в высшей лиге сыграл в составе «Локомотива» в 2003 году, однако во время летнего перерыва был отдан в аренду в «Лиду», игравшую в первой лиге, а «Локомотив» в итоге занял место в зоне вылета. Вернувшись в «Локомотив», стал победителем первой лиги 2004 года, а следующий сезон провёл в высшей лиге в качестве основного игрока.
В 2006 году перешёл в «Минск», с которым дважды побеждал в первой лиге (2006, 2008) и один раз вылетел из высшей (2007). В ходе сезона 2009 года перешёл в «Белшину», с которой также одержал победу в первой лиге.
С 2010 года играл за клубы первой лиги — «Гранит» (Микашевичи), «СКВИЧ» (экс-«Локомотив»), «Слуцк», «Ислочь», «Слоним». Со «Слуцком» в 2013 году стал победителем турнира. Часть сезона 2014 года провёл в клубе «Крумкачи» и стал серебряным призёром второй лиги. В 2015 году завершил игровую карьеру.
Всего в высшей лиге Беларуси сыграл 64 матча и забил 3 гола. В первой лиге — более 250 матчей.
Со второй половины 2010-х годов работал детским тренером в ФК «Минск». Приводил свои команды к призовым местам в турнирах регионального и национального уровня. В 2019 году получил тренерскую лицензию «В». В 2024 году возглавлял российский женский футбольный клуб «Крылья Советов».

## Достижения
- Финалист Кубка Беларуси: 2002/03
- Победитель первой лиги Беларуси: 2004, 2006, 2008, 2009, 2013